# کاتولیک فرهنگی
یک کاتولیک فرهنگی به فردی گفته می‌شود که به خاطر زمینه‌های خانوادگی و سنتی به عنوان یک مسیحی کاتولیک شناخته می‌شود اما در عمل به دستورهای دینی عمل نمی‌کند.

## همچنین نگاه کنید
- مسلمان فرهنگی
- کاتولیک برگشته